# Sotiria Alimberti
Sotiria Alimberti, gr. Σωτηρία Αλιμπέρτη (ur. 1847 w Atenach, zm. 1929) – grecka pisarka, wydawca i publicystka, emancypantka i pedagog, założycielka pierwszego stowarzyszenia dla kobiet Ergani Atina (Εργάνη Αθηνά).

## Życiorys
Była córką polityka P. Kleomenesa Ikonomu (gr. Π. Κλεομένης Οικονόμου). Uczyła się w Grecji i we Włoszech. Następnie podjęła pracę nauczycielki w jednej ze szkół żeńskich Konstantynopola, powstałych dzięki finansowemu wsparciu Konstandinosa Zapasa. Po ślubie z Johnem Alimbertim przeniosła się do Rumunii, gdzie wraz z innymi Greczynkami z lokalnej społeczności założyła szkołę dla dziewcząt. W 1893 powróciła do Aten i założyła „Ergani Atina” – pierwsze stowarzyszenie działające na rzecz uznania statusu społecznego kobiet, ich edukowania oraz walki z ich dyskryminacją zawodową. Dla propagowania tych idei w 1896 założyła i redagowała czasopismo literackie „Pleias” (Πλειάς) (od 1905 prowadzone przez Panhelleński Związek Kobiet). 
Pisała artykuły dla greckiej gazety w Bukareszcie, a także artykuły na temat poprawy statusu społecznego kobiet w Grecji oraz monografie wybitnych Greczynek dla gazety wydawanej w Atenach. Wydała dwutomową monografię poświęconą greckiej królowej Amalii Oldenburg.

## Wybrane utwory
- Αμαλία η Βασίλισσα της Ελλάδος (Amalia i Wasilisa tis Eladosi), 1896 (t. 1) i 1916 (t. 2)
- Πανελλήνιον Λεύκωμα Γυναικών (Panelinion Lefkoma Jinekon), 1920
- Η αναγέννησις της Ελλάδος και η δράσις της ελληνίδος (I anajenisis tis Elados kie i drasis tis elinidos), 1920.
- Περί Αναθηματικής Στήλης (Peri Anatimatikis Stilis)